# Олга Стојановић
Олга Стојaновић (Београд, 16. јун 1949 — 17. септембар 2014) била је српска новинарка, књижевница, есејисткиња, списатељица, филозофкиња, политичка аналитичарка и магистар новинарства.

## Биографија
Дипломирала је на Филозофском факултету Универзитета у Београду.
Аутор је стотине колумни објављених у дневним новинама Политици, Куриру, Правди, Таблоиду. Преднаслови колумни Стојановићеве у Куриру били су Културна дератизација и Скептичка јама.
Аутор је мултимедијалне монодраме Тајна венчане фотографије, коју је играла глумица Соња Савић. Такође је аутор књига Велико представљање, Слож(е)не реченице и романа Зепета.
Дружила се с песницима попут Милана Б. Поповића. При сусретима, Стојановићева је писала рецензије њихових књига.
У аутобиографском роману Због њих сам волела Београд, Исидора Бјелица је објавила причу како је Стојановићеву „шверцовала у гепеку”.
Редитељ Бранко Радаковић снимио је дугометражни документарни филм Локација који приказује њен живот и књижевни рад.

## Приватни живот
Maјка је Виде Станисавац Вујчић, ликовне уметнице и вајарке.